# Anija Seedler
Anija Seedler (* 1974 in Schlema) ist eine deutsche zeitgenössische Künstlerin. Ihre künstlerische Tätigkeit bewegt sich an der Schnittstelle von bildender und szenischer Kunst.

## Leben
Anija Seedler studierte ab 1993 Modedesign an der Fachhochschule für angewandte Kunst Schneeberg (Diplom 1998). In der Zeit zwischen 1996 und 2005 arbeitete sie für Theater in Deutschland, Frankreich und Italien freischaffend als Bühnen- und Kostümbildnerin. Von 1996 bis 1997 wirkte sie als Kostümassistentin am Teatro Comunale di Bologna und im Jahr 2000 als Gewandmeisterin am Theater Annaberg. Aufbauend studierte Seedler 2001/2002 an der Hochschule für Grafik und Buchkunst Leipzig bei Volker Pfüller und Rolf Münzner Illustration und Grafik. Sie erhielt mehrere Stipendien, zum Beispiel 2004 ein Arbeitsstipendium des Deutsch-Französischen Kulturrates Saarbrücken für einen Arbeitsaufenthalt in Nantes, im Jahr 2006 eine Projekt-Förderung der Stiftung Kunstfonds Bonn und 2012 ein Arbeitsstipendium der Kulturstiftung des Freistaates Sachsen. Außerdem wurde sie mit mehreren Preisen ausgezeichnet, unter anderem mit dem Kunstpreis der Stadt Limburg.
Erstmalig präsentierte 2009 die Neue Sächsische Galerie Chemnitz – Museum für zeitgenössische Kunst eine museale Einzelausstellung von Seedlers zeichnerischen Arbeiten. 2014 zeigte die ACC Galerie Weimar rund 200 Werke, Tuschezeichnungen, Filmskizzen und Szenenbilder, in einer Einzelausstellung unter dem Titel „imperfektes Kino“. Mehrere Einzelausstellungen präsentierten ihre Arbeiten in Lissabon, New York, Parma, Bologna, Strasbourg und Nantes.
Elf Zeichnungen aus den Jahren 2008 bis 2010 wurden 2011 von der Kulturstiftung des Freistaates Sachsen für die Staatlichen Kunstsammlungen Dresden angekauft.
Seit 2020 ist Seedler Mitglied im Malerinnennetzwerk Berlin-Leipzig. Sie arbeitet in der Leipziger Baumwollspinnerei, wo ihre Werke mehrfach ausgestellt wurden.

## Werk
Seedlers Bilder und szenische Arbeiten inszenieren Welten im Zwischenzustand, gesellschaftliche Kippmomente, innere Strukturen phantasmagorischer Realitäten. Sie sucht nach Bildern im Kontext des kollektiv Unbewussten und Archetypischen. Die zeichnerischen und malerischen Arbeiten reichen von der Malerei in Tusche und Pigmenten über Tuschezeichnungen bis hin zu Lichtdrucken, Aquatinten und Risografien sowie filmischen Werken im Stop-Motion-Verfahren und szenischen Installationen. Sie veröffentlichte auf der Basis ihrer zeichnerischen Werke mehrere Bücher. Einige ihrer Bücher wurden an der Schwelle zu Film, Literatur und Theater konzipiert, so zum Beispiel Schattenfraß. Ein Theatrum Mundi (2020).

## Preise
- 1998: Kirchhoff-Hummel-Preis Zwickau[1]
- 1999: Anerkennungspreis Biennale Giovani Artisti di Bologna[1]
- 2011: Kunstpreis der Stadt Limburg[14]
- 2012: Phönix Kunstpreis der Mediantis Stiftung[15]

## Ausstellungen (Auswahl)

### Einzelausstellungen
- 2009: grisgris, Museum für zeitgenössische Kunst, Neue Sächsische Galerie Chemnitz
- 2010: Blindengarten, Torhaus Galerie, Kunstverein Braunschweig[16]
- 2011: Scheinwarnpracht, Limburger Kunstsammlungen
- 2012: Animateure, Spinnerei archiv massiv. Leipziger Baumwollspinnerei
- 2014: Imperfektes Kino/Imperfect Cinema. ACC Galerie Weimar[4]
- 2016: A História Maravilhosa de Peter Schlemihl. Goethe-Institut Lissabon[5]
- 2018: Menagerie – Solo, Fraunhofer Institut Chemnitz[17]
- 2018: Chinoiserie, Aedaen Gallery, Strasbourg[8]
- 2022: Dutoit / Seedler – Duo, Galerie Alte Handelsschule Leipzig[18][19]
- 2022: Dance Between Earth and Sky – Duo, Galerie Art Tausch New York[20]
- 2022: Chinoiserie und Phantasmagorie – Solo, Schloss Wildenfels[21]
- 2023: Wind Opera – Duo, Weltecho Chemnitz[22]
- 2025: Milchpalast – Solo, Spinnerei Archiv massiv Leipzig[23]

### Gruppenausstellungen
- 2000: Iceberg 998. Biennale dei giovani artisti di Bologna interventi metropolitani d’arte[24]
- 2003: Zirkusmetamorphosen. Museum für zeitgenössische Kunst, Neue Sächsische Galerie Chemnitz
- 2005: Chemnitz Cityresort. Museum für zeitgenössische Kunst, Neue Sächsische Galerie Chemnitz
- 2010: Kraftfeld. Lindenau-Museum Altenburg und Kunstmuseum Moritzburg Halle
- 2010: Dorian Gray. The Darkside of Beauty. Museum für zeitgenössische Kunst, Neue Sächsische Galerie Chemnitz[25]
- 2012: Neuzugänge. Staatliche Kunstsammlungen Dresden, Landesvertretung Stiftung Kunstfonds, Berlin[26]
- 2013: Mein Lieber Schwan. ACC Galerie Weimar, Kunstfest Weimar[27]
- 2016: Bei uns in Europa.100 Sächsische Grafiken, Biennale der Druckgrafik, Museum für zeitgenössische Kunst, Neue Sächsische Galerie Chemnitz[1]
- 2017: Artists‘ Books for Everything. Weserburg Museum für moderne Kunst, Bremen[28]
- 2017: International Print Biennale Yerevan, Armenia[29]
- 2017: gezeichnet, Museum für zeitgenössische Kunst, Neue Sächsische Galerie Chemnitz
- 2017: Lichtdruck, Museum für Druckkunst Leipzig[30]
- 2018: Nach dem Bild ist vor dem Bild. Malerinnen aus Leipzig. KV Freunde Aktueller Kunst Zwickau
- 2018: vierundzwanzigmalvierzig. Thaler Originalgrafik, Leipziger Baumwollspinnerei
- 2018: Welt der Dualismen. Neuer Sächsischer Kunstverein Dresden
- 2018: Kräftemessen. 100 Sächsische Grafiken, Museum für Druckkunst Leipzig[31]
- 2020: Aquarell. Museum für zeitgenössische Kunst, Neue Sächsische Galerie Chemnitz[32]
- 2020: Störenfriede. 100 Sächsische Grafiken, Museum für Druckkunst Leipzig[33]
- 2021: Little piece of, Galerie Intershop interdisziplinär, Leipzig[34]
- 2021: No Fear in Trying, Gallery Arttausch New York[35]
- 2022: TSCHICHOLD VS LIQUID – Trio, Mzin, Museum der bildenden Künste Leipzig
- 2022: Kahnweiler Preis, Finalistenausstellung, Museum Rockenhausen
- 2022: Dance between earth and sky, Gallery Arttausch New York[36]
- 2022: Essence of Color - Blue, MNW Berlin Leipzig, Städtische Galerie Regensburg[37]
- 2023: Tryst, Torrance Art Museum, USA[38]
- 2024: Speaking in Colours, Kunsthalle Memmingen[39]
- 2025: ZOOOM – The Personal is Political, The Arsenal - Municipal Gallery Poznan / Polen[40]
- 2025: How to look at, Halle 14 – Zentrum für Zeitgenössische Kunst, Leipzig[41]

## Werke in Museen und öffentlichen Sammlungen (Auswahl)
- Staatliche Kunstsammlungen Dresden[9][42]
- Museum für zeitgenössische Kunst Neue Sächsische Galerie Chemnitz[43][44]

## Publikationen (Auswahl)
- Chinoiserie, Anija Seedler im Dialog mit den Seidentapeten auf Schloss Wildenfels. Text: Angela Fischel und Cordula Bischoff. weiw Verlag Stralsund/Amsterdam 2022, ISBN 978-3-937938-27-1.
- Schattenfraß, Ein Theatrum Mundi. Remontagen: Anija Seedler, Text: Sudabeh Mohafez, MMKoehn Verlag Leipzig 2020, ISBN 978-3-944903-49-1.
- Ich bin der Wal Deiner Träume. Text: Mathias Jeschke, Bilder: Anija Seedler, Limbus Verlag Innsbruck 2020, ISBN 978-3-99039-154-9.
- Aardvarks Root Around Forever. Bilder: Anija Seedler, Text: Sebastian David, weiw Verlag Stralsund/Amsterdam 2019, ISBN 978-3-937938-08-0.
- Das Lied vom Flederwisch. Bilder: Anija Seedler, Text: Sudabeh Mohafez, weiw Verlag Stralsund/Amsterdam 2019, ISBN 978-3-937938-22-6.
- Anija Seedler Il catalogo segreto. Text: Valeria di Modica Artebambini, Bologna 2010, ISBN 978-88-89705-37-7.
- Ropedancer falling in love. Bilder: Anija Seedler, Text: Ulla Mothes, weiw publishers Stralsund/Amsterdam 2008, ISBN 978-90-79962-01-3.
- Seiltänzerin mittendrin. Bilder: Anija Seedler, Text: Ulla Mothes, weiw Verlag Stralsund/Amsterdam 2008, ISBN 978-3-937938-13-4.
- Erdferkel werkeln ewig. Bilder: Anija Seedler, Text: Sebastian David, weiw Stralsund/Amsterdam 2007, / 2. Auflage 2019, ISBN 978-3-937938-08-0.

Kataloge
- Anija Seedler. Milchpalast as slow as possible, Text: Sarah Edith James, dt.-engl., MMKoehn Verlag, Leipzig 2025, ISBN 978-3-910640-03-0.
- Artists’ Books for Everything. Künstlerbücher für alles. Hrsg. Museum für Moderne Kunst Weserburg Museum für moderne Kunst, 2019, ISBN 978-3-946059-14-1.
- A História Maravilhosa de Peter Schlemihl. Text: Sílvia Souto Cunha, Visão sapo, 2016
- Imperfektes Kino/imperfect cinema. Text: Karoline Mueller-Stahl und Frank Motz, Kerber Verlag, Bielefeld Berlin 2014, ISBN 978-3-86678-905-0.
- grisgris. Text: Mathias Lindner, Hrsg. Museum für zeitgenössische Kunst, Neue Sächsische Galerie Chemnitz, 2009, ISBN 3-937176-16-0.